# Решётка (сооружение на станциях очистки сточных вод)
Решётка — сооружение для механической очистки сточных вод, служит для задержания крупных загрязнений органического и минерального происхождения, например крупного мусора. Решётки подготавливают сточную жидкость к дальнейшей очистке.

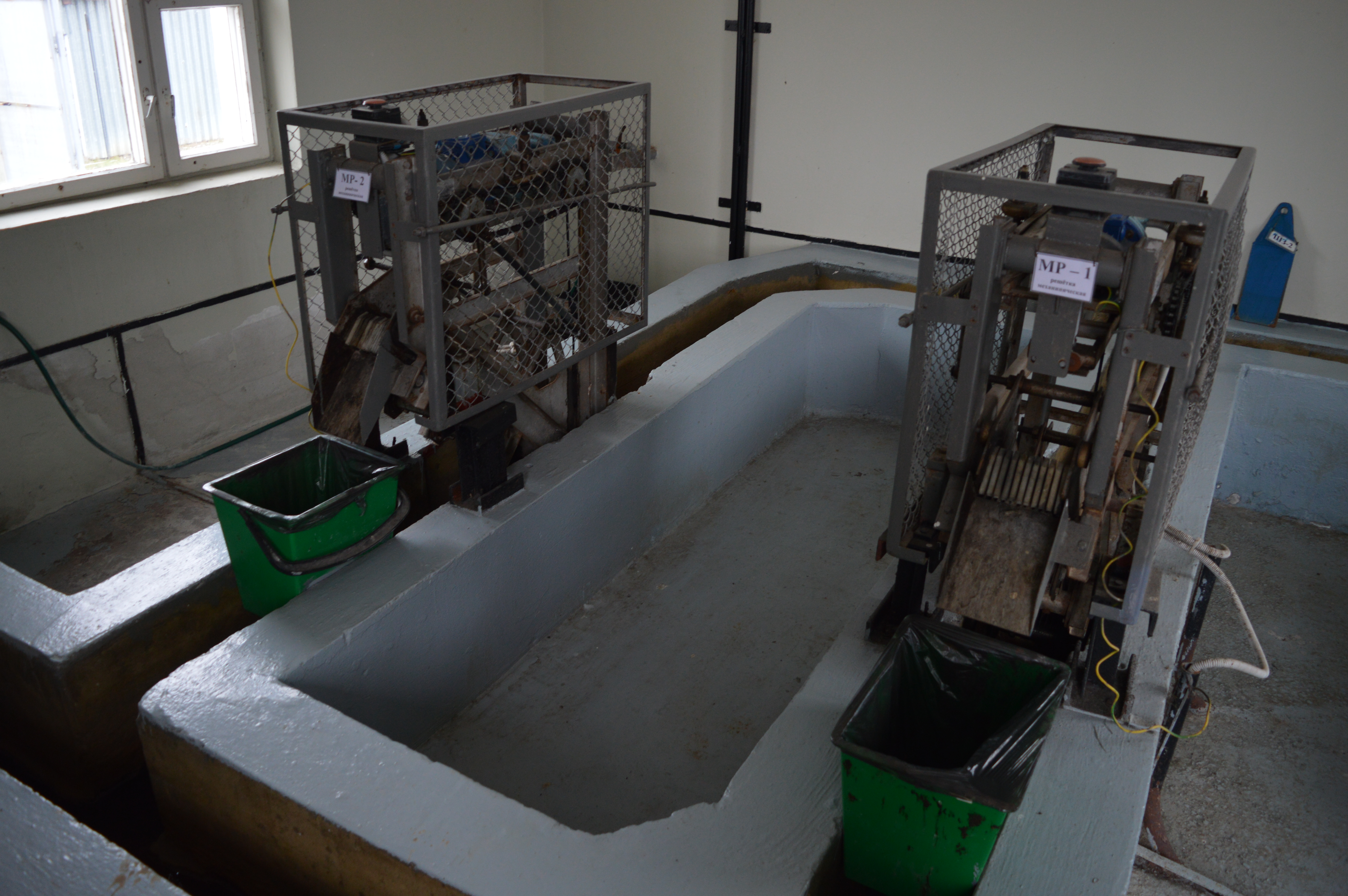
Решётка на локальных очистных ТЭЦ 2 (Калининград)

В составе очистных сооружений после канализационной насосной станции (КНС) должны предусматриваться решётки с прозорами не более 16 мм и скоростью движения сточных вод в прозорах решётки не более 1 м/с.
По конструктивному решению бывают: со стержнями прямоугольной формы (неподвижные решётки, представляют собой ряд параллельных металлических стержней прямоугольной формы, закреплённых в раме), решётки-дробилки, ступенчатые самоочищающиеся, шнековые.
Очистка решётки при количестве отбросов 0,1
/сут и более должна быть механизированная. Ручная очистка решётки производится с помощью грабель, похожих на сельскохозяйственные, механизированная — с помощью механических грабель на роликовой цепи, скребков или самоочисткой (ступенчатые, шнековые).
Отбросы с решёток либо дробят и направляют для совместной переработки с осадками очистных сооружений, либо вывозят в места обработки твёрдых бытовых и промышленных отходов.
Из-за изменения со временем состава отбросов — в последнее время в конструкциях решёток стали часто применяться тонкие прозоры от 2 до 6-8 мм, вследствие чего вместо круглых и прямоугольных стержней устанавливаются тонкие (ширина 3-4 мм) пластины. Уменьшение прозоров позволило использовать намывные экраны, образующиеся на решётках с тонкими прозорами, в качестве дополнительной меры по повышению эффективности задержания отбросов. Наличие экрана благоприятно отражается на эффективности задержания отбросов, плавающих примесей (жиров, нефтепродуктов), мелких волокон и частично песка; кроме того, резко уменьшается количество плавающих веществ на поверхности отстойников.
Часто вместо решёток стали применять УФС (устройства фильтрующие самоочищающиеся). Механическая очистка сточной жидкости от крупных примесей с помощью УФС, благодаря своей конструкции, позволяет задержать загрязнения размером более 1,5 мм.